# 開明投資
開明投資有限公司，簡稱開明投資（英語：UBA Investments Limited，港交所：0768），在1999年建立，現時業務務乃持有投資以獲得中期至長期資本增值，以及投資非上市證券。
現時主席為周偉興，業務地區包括香港以及中國。現時總部位於香港德輔道中302號華傑商業中心2樓。

## 連結
- UBA.com.hk （页面存档备份，存于）